# 莧菜紅
苋菜红（又称FD＆C、Red #2、E123、C.I. Food Red 9、酸性红27、Azorubin、S或CI 16185）是一种经修改的红色偶氮染料，有食用色素和为化妝品着色的用途。该名称取自苋菜，这种植物以它的红色和可食用的富含蛋白质的种子而著称。
苋菜红是一种阴离子染料。它可以使用于天然和合成的纤维、皮革、纸和酚醛树脂。苋菜红用作食品添加剂时，其E编码为E123。苋菜红通常以三钠盐的形式存在。它是一种棕红色、深红色或紫色的水溶性粉末，在120℃时分解，但不熔化。跟所有偶氮染料一样，苋菜红在20世纪中叶由煤焦油制成。现代合成物更可能由石油副产品制成。
自1976年以来，美国食品药品监督管理局（FDA）以可疑致癌物为由禁止使用苋菜红。某些国家/地区仍然允许使用它，尤其是在英国，它最常用于给予蜜饯樱桃独特的颜色。
在1950年代发生涉及酸橙20的事件以后，FDA重新检验了食用色素。1960年，FDA被授予对颜色添加剂的管辖权，并限制可以添加到食品中的数量。它也要求食品色素的生产者确保色素的安全性和正确的标签。它暂时允许使用食品添加剂，如果出现安全问题，可以随时取消。FDA对已在使用的物质给予“公认安全”（GRAS）临时状态，并将苋菜红的临时状态延长了14倍。
1971年，一项苏联研究将这种染料与癌症联系起来。截至1976年，超过1,000,000英磅（450,000）（价值500万美元）的苋菜红使用于价值10十亿美元的食品、药品和化妆品。美国的消费主义者认为FDA和食品集团在勾结，因此感到不安，于是逼迫FDA禁止它。尽管有所有证据，FDA专员亚历山大·施密特（Alexander Schmidt）还是为染料辩护，指出FDA发现“没有任何危害公共健康的证据”。FDA的实验表明，雌性大鼠服用高剂量的苋菜红，恶性肿瘤的发生率便会显着增加，并得出结论，由于不能再假定安全，应停止使用该染料。FDA在1976年禁止苋菜红。诱惑红取代了遭受禁止的苋菜红。

### 其他红色染料
- 誘惑紅
- 氮紅